# 물랑 루즈 (2001년 영화)
《물랑 루즈》(Moulin Rouge!)는 2001년에 개봉한 미국 오스트레일리아 합작의 주크박스 뮤지컬 로맨틱 코미디 영화로, 배즈 루어먼이 감독, 제작, 공동 각본을 맡았다.
물랭 루주 카바레의 배우이자 고급창녀인 사틴(Satine)과 사랑에 빠진 젊은 영국인 시인이자 작가인 크리스티안(Christian)에 관한 이야기이다. 프랑스 파리의 몽마르트에 있는 화려한 뮤지컬 세트장을 배경으로 한다. 어떤 플롯은, 특히 가난한 예술가와 그의 죽어가는 연인이라는 인물 설정은 보헤미안 하위문화를 포함하여 자코모 푸치니의 오페라 라 보엠과 관련이 있다(이에 대해 루어먼도 여러 차례 얘기한 바 있다). 그러나 마지막 장면을 비롯한 줄거리는 주세페 베르디의 오페라 라 트라비아타와 매우 유사하다.
이 영화는 2001년 아카데미상 작품상 후보에 올랐으며, 니콜 키드먼이 여우주연상의 후보에 올랐으나 둘 다 수상하지는 못 했고, 의상디자인상과 미술감독상만 수여되었다. 이 영화는 전체 장면이 오스트레일리아 시드니의 폭스 스튜디오에서 촬영되었다. 루어먼 감독은 마니 라트남 감독의 1998년작 딜 세를 보고 영감을 얻어 이 영화를 만들게 되었다고 한다.
이 영화 외에도 "물랑 루즈"라는 이름의 영화가 다섯 편이 더 있다.
이 영화의 국제적인 성공은 뮤지컬 영화가 활성화되는 계기가 되었다. 그 대표적인 예로 시카고, 렌트, 오페라의 유령이 있다.

## 해설
영화 물랑 루즈는 열광적인 음악, 화려한 볼거리, 정교한 무대장치와 의상이 특징인 이탈리아의 그랜드 오페라에서 영감도 얻고 영향도 많이 받은 줄거리와 구조를 가진 오페라적인 영화이다. 또한 단순한 갈등 즉 멜로드라마적인 질병과 이차원적 성격을 가진 여자 주인공과 인도에서 영감을 얻고 매우 발리우드적인 영화 속의 연극 "스펙터큘러, 스펙터큘러"와 같은 발리우드 영화의 요소도 가지고 있다. 발리우드 요소에 더하여, 배즈 루어먼은 이 영화의 DVD판 음성 해설에서, 그리스의 전설, "오르페우스와 에우리디케"에서도 힌트를 얻었음을 밝힌 바 있다.
이 영화는 잘 알려진 대중가요를 채택하고 이를 20세기에 막 접어든 파리의 카바레를 배경으로 하여 잘 변형시켰다. 카메라를 흔들면서 촬영하는 기법, 요란한 음악 그리고 춤들이 여기에 가미되었다.
예컨대, 인도의 영화 《차이나 게이트》에서 가져온 "Chamma Chamma", 원래 에덴 아베즈의 재즈이며 데이비드 보위가 다시 부른 "Nature Boy", 라벨의 "Lady Marmelade"(크리스티나 아길레라, 핑크, 마야 데이스, 릴킴이 이 영화를 위해 불러주었다.), 마돈나의 "Like a Virgin"과 "Material Girl", 영화 "The Sound of Music"의 타이틀곡, 그리고 너바나의 "Smells Like Teen Spirit" 등이다. 이렇게 많은 대중 가요들을 영화에서 쓰기 위해 루어먼 감독이 저작권 사용 동의를 얻는 데에 거의 2년이 걸렸다.

## 줄거리
영화의 테마는 사랑과 사랑을 둘러싼 오래된 주제인 부, 물질, 질투와의 충돌이다. 주인공 크리스티안(이완 맥그리거)은 예술가, 파티, 압생트의 도시인 파리로 온 영국인 시인이자 작가이다. 그는 물랑 루즈 카바레의 간판 가수인 사틴(니콜 키드먼)과 사랑에 빠진다. 사틴은 아무도 모르게 결핵으로 힘들어 하고 있었다. 사틴은 세속적이며 아름다운 창부이며, 이 영화의 삽입곡 "Diamonds are a Girl's Best Friend"처럼 사랑을 얻기보다는 돈을 얻는게 더 나은 또는 더 안전하고 확실한 것으로 생각하고 사는 여자이다. 그러나 한편으로는 진정한 배우가 되기를 꿈꾸기도 한다. 사틴은 착오를 일으켜 크리스티안이 재력있는 공작이라고 믿었다. 또한 그가 카바레의 새로운 쇼에 투자하고 일자리를 그대로 가질 수 있게 해줄 것이고, 사틴을 스타로 만들 수 있을 것이라고 생각했다. 사틴이 그와 거래를 위해 은밀히 엘레펀트 방에서 그를 만날 때, 사틴은 처음에 크리스티안의 시(엘튼 존의 "Your Song" 버전)에 반하였다. 그러나 사실은 크리스티안이 돈 한푼 없는 보헤미안 시인에 불과하다는 것을 알고 놀랐다. 이때 진짜 공작이 도착하고 그들을 목격한다. 크리스티안의 재빠른 재치와 사틴의 매력에 공작은 그들이 신작 공연, "스펙타큘러, 스펙타큘러"를 리허설하고 있는 것으로 바보처럼 믿게 된다. 크리스티안은 사틴과 보헤미안들의 도움으로 즉석에서 공연의 줄거리, 인도인을 주제로 한 광상극을 만들어낸다. 공작은 이에 감명 받고 새 공연을 후원해주기로 한다. 그러나 그는 사틴을 손에 넣지 못하면 물랑 루즈를 문 닫게 할 매우 질투심 많은 남자라는 것을 깨닫게 된다. 그렇지만, 공작은 그녀가 리허설로 바쁘고 작가 크리스티안과 가깝게 지낼 수밖에 없음을 받아들인다.
그리고 결국 사틴은 결핵으로 죽고 크리스티앙은 그녀의 유언대로 그들의 사랑을 써내려가기 위해 타자기 앞에 앉는다.

## 출연진
- 니콜 키드먼 - 새틴
- 이완 맥그리거 : 크리스천
- 짐 브로드벤트 : 해럴드 지들러
- 리처드 록스버그 : 공작
- 존 레귀자모 : 앙리 드 툴루즈로트레크
- 야체크 코만 - 기면증 아르헨티나인
- 캐롤린 오코너 - 니니
- 케리 워커 - 마리
- 라라 멀카히(Lara Mulcahy) - 몸 프로마주
- 개리 맥도널드 - 의사
- 매슈 위텟(Matthew Whittet) - 새티
- 키스 로빈슨(Keith Robinson) - 르 페토만
- 나탈리 맨도자 - 차이나 돌
- 크리스틴 아누 - 아라비아
- 데이비드 웨넘 - 오드리
- 커루나 스테이멜 - 라 프티 프린세스
- 데오비아 오파레이 - 르 쇼콜라
- 카일리 미노그 - 초록색 요정
  - 오지 오스본 - 초록색 요정의 웃음
- 피터 휘포드 - 무대 매니저

## 사운드 트랙
아래 리스트는 이 영화에서 연주되었던 음악의 목록이다.
- The Sound of Music: 메리 마틴이 뮤지컬 The Sound of Music에서, 줄리 앤드류스가 영화 The Sound of Music에서 불렀던 노래이다.
- The Lonely Goatherd: The Sound of Music에 나온다. 이 영화에서는 연주음악으로만 나온다.
- Lady Marmalade: 패티 라벨이 1974년에 발표했던 곡을 이 영화에서는 크리스티나 아길레라, 릴 킴, 마이아, 핑크가 불렀다.
- Because We Can: 팻보이 슬림이 작곡하였다.
- Nature Boy: 에덴 아베즈가 작곡하였다. 냇 킹 콜이 불렀었다. 이 영화에서는 데이빗 보위가 부른 노래가 나온다.
- Complainte De La Butte: Georges Van Parys 작곡, 장 르느와르 작사.
- Rhythm of the Night: 프로젝트 그룹 코로나가 1993년에 발표한 노래이다.
- Material Girl: 마돈나가 1985년에 부른 노래.
- Smells Like Teen Spirit: 너바나의 1991년 노래.
- Diamonds Are a Girl's Best Friend: 마릴린 먼로가 1953년에 영화 "신사는 금발을 좋아해"에서 불렀다. 이 영화에서는 니콜 키드먼이 불렀다.
- Diamond Dogs: 데이빗 보위의 1974년 노래.
- 지옥의 갤럽 (캉캉): 자크 오펜바흐의 오페라 중.(Spectacular, Spectacular를 위한 톤으로 쓰임)
- One Day I'll Fly Away: 더 크루세이더스가 불렀고, 나중에 랜디 크로포드가 여러명과 함께 불렀던 곡이다.
- Children of the Revolution: 티렉스의 1972년 히트 곡.
- Gorecki: 영국의 밴드 램의 1997년 노래.
- Come What May: 이완 맥그리거와 니콜 키드먼이 불렀다. 데이빗 배어왈드 작곡.
- Roxanne: 더 폴리스가 1978년에 발표한 곡. 영화에서의 제목은 "El Tango De Roxanne"이다.
- The Show Must Go On: 퀸의 1991년 노래.
- Like a Virgin: 마돈나의 1984년 노래.
- Your Song: 엘튼 존의 1970년 노래.

### 엘레펀트 러브 멜로디
- Love Is Like Oxygen: 스위트의 1978년 노래.
- Love Is A Many Splendored Thing: 프랭크 시나트라

## 같이 보기
- 물랑 루즈 (1952년 영화)